# 东大街 (南浔)
东大街是浙江省湖州市南浔古镇的一条街道，頔塘北岸，已列入頔塘故道历史文化街区保护范围。
东大街沿线有众多历史建筑:
- 南浔张静江故居（尊德堂），东大街48号，全国重点文物保护单位
- 庞氏旧宅，位于东大街66-78号，湖州市文物保护单位